# Udriku Laid
Udriku laid är en ö i Estland. Ön ligger i Ösels kommun (före 2017 Pöide kommun), i Rigabukten utanför ön Ösels östkust och halvöarna Muraja poolsaar och Kübassaare poolsaar.